# Тампонада мокраћне бешике
Тампонада мокраћне бешике једна је од уролошких болести која настаје као последица нагле и масивне хематурије у мокраћном систему, која доводи брзог стварања коагулума, који се не могу измокрити. То има за последицу да се заједно са мокраћом у мокраћној бешици накупља хематизиран и крвав садржај, који доводи до њеног истезања и јаких болова.

## Етиологија
Хематурије небубрежног порекла
Хематурије небубрежног порекла узрокована је најчешће:
- Хематолошким болестима; хемофилија, тромбоцитопенија, српаста анемија, таласемија.
- Кардиоваскуларним болестима; декомпензација срца, тромбоемболијска болест)
- Гастроентеролошким болестима: цироза јетре, холестазна колика, апендицитис, перитонитис)
- Токсоалергијске реакције.

Хематурије бубрежног порекла
Хематурије бубрежног порекла узрокована је најчешће:
- Урођеним или стеченим аномалијама бубрега,
- Урођеним или стеченим обољењима крвних судова бубрега,
- Калкулоза бубрега и мокраћних путева,
- Примарним гломерулонефритис и секундарна гломерулопатија,
- Запаљењски процеси у мокраћним путевима,[3]
- Неоплазме (рак) бубрага и мокраћних путева.

## Дијагноза
Анамнеза
У анамнези болесник наводи крварење при мокрењу заједно са изненадним престанком мокрења или отежаним мокрењем, уз присуство угрушака крви. 
Имиџинг тестови
Ултразвук је добро средство за брзу потпуну дијагнозу, јер у већини случајева разликује коагулума од мокраће, због различите
густине.

## Терапија
Терапија мора бити ургентна, како би се што пре приступило одвајању мокраће од крвавог садржаја из мокраћне бешике. 
- Прво треба покушати катетеризацију, боље получврстим него стандардним катетером (нпр Нелатон катетером), са ширим луменом.
- Када се продре до бешике, врши се њено испирање (евакуација коагулума шприцем кроз катетер уз помоћ физиолошког раствора).
- По завршетку испирања, оставља се исти катетер или се замени са Фолијевим балон катетером, ради наставка дренаже садржаја мокраћне бешике.

Уколико катетеризација мокраћне бешике није могућа, испирање односно детампонирање бешике врши се преко супрапубична цистостомије.
Обавезно се ординирају антибиотици, а болесника треба задржати на уролошком испитивању, како би се утврдио узрок хематурије.